# Slătinioara, Hunedoara
Slătinioara este o localitate componentă a municipiului Petroșani din județul Hunedoara, Transilvania, România.

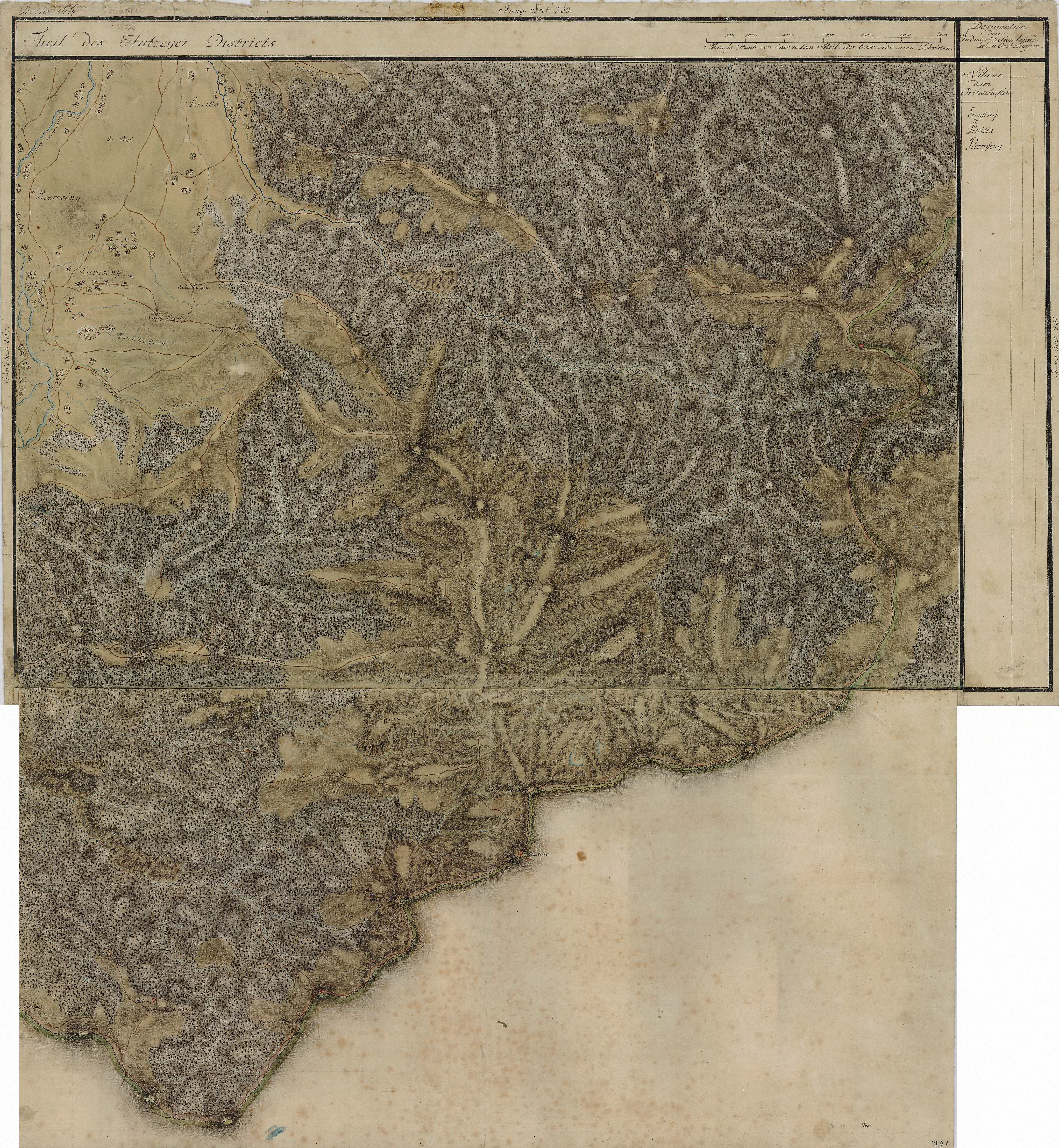
Slătinioara în Harta Iosefină a Transilvaniei, 1769-1773